# Франк Уилчек
Франк Уилчек (на английски: Frank Wilczek) е американски физик, носител на Нобелова награда за физика за 2004 г. Наградата му е присъдена за „откриването на асиптотичната свобода в теорията за силното ядрено взаимодействие“, която той открива с другите двама нобелови лауреати за 2004 – Дейвид Полицер и Дейвид Грос.

## Биография
Роден е на 15 май 1951 г. в Маниоула, САЩ в семейството на емигранти от Полша и Италия. Получава бакалавърска степен от Чикагския университет (1970), магистърска от Принстън (1972), а през 1974 защитава докторска дисертация в Принстън, където работи с Дейвид Грос. Понастоящем е професор в Масачузетския технологичен институт.

## Научна работа
Нобеловата награда получава за откриването на асимптотичната свобода на кварките, която се състои в това, че силата на силното ядрено взаимодействие се увеличава с увеличаване на разстоянието. Когато група кварки са много близо един до друг, те се държат почти като свободни частици. Теорията е необходима за развитието на квантовата хромодинамика. Отделно от Уилчек и Грос, явлението е открито и от Дейвид Полицър, независимо от двамата.
Освен в теорията на елементарните частици, работи в теорията на кондензираната материя и астрофизиката.